# Strijd tussen de klassieken en de modernen

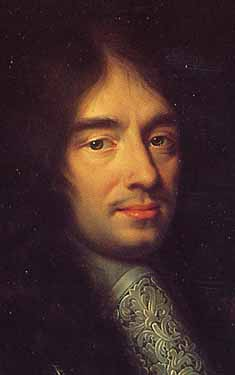
Philippe Lallemand (1636-1716): Charles Perrault, die met zijn gedicht de strijd tussen de klassieken en de modernen ontketende, 1671-1672.

De strijd tussen de klassieken en de modernen (Frans: La Querelle des Anciens et des Modernes) is de benaming voor een meningsverschil waardoor een aantal Franse literatoren zich aan het eind van de 17e en het begin van de 18e eeuw lijnrecht tegenover elkaar opstelden. Het conflict was begonnen aan de Académie française.

## Beschrijving

#### Achtergrond

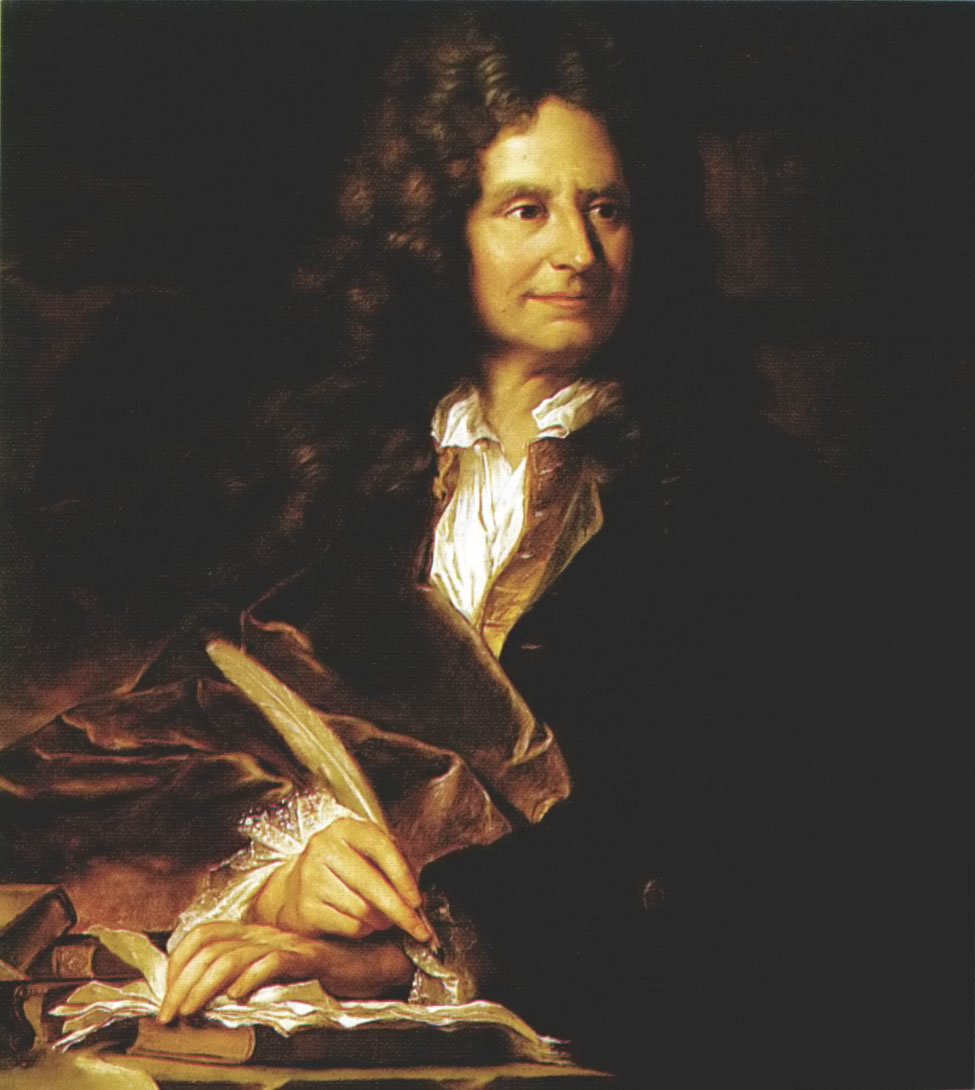
Atelier van Hyacinthe Rigaud (1659-1743): Nicolas Boileau, die de klassieken aanvoerde in hun strijd tegen de modernen, 1704.

Al sinds het begin van de 16e eeuw was er in Frankrijk sprake van steeds meer weerstand tegen het blindelings imiteren van werken uit de klassieke oudheid van de kant van dichters en romanschrijvers die een zo groot mogelijke vrijheid van de menselijke geest voorstonden. Vanaf het midden van de eeuw werden er door libertijnse literatoren zoals Marc-Antoine Girard de Saint-Amant, Jean Chapelain en Jean Desmarets de Saint-Sorlin in bewerkingen van verhalen uit de heidense mythologieën nieuwe christelijke figuren verwerkt. De fundamenten voor deze stroming waren reeds eerder gelegd door René Descartes, later werden de bijbehorende ideeën verder uitgewerkt door onder andere Blaise Pascal.
Aan het begin van de 17e eeuw begon deze esprit moderne zich binnen de Franse literatuur echt serieus te manifesteren. Er was vanaf dat moment duidelijk sprake van twee tegengestelde stromingen. Enerzijds waren er de ouden of klassieken - vertegenwoordigd door met name Nicolas Boileau - die van mening waren dat het schrijven van nieuwe literaire werken het beste kon gebeuren door imitatie van werken uit de klassieke oudheid. Anderzijds waren er de modernen, een stroming onder leiding van Charles Perrault, die van mening waren dat literatuur tegelijkertijd zo vernieuwend en eigentijds mogelijk diende te zijn en dat de schrijvers uit de klassieke oudheid daarom best overtroffen konden en mochten worden. Bernard Le Bouyer de Fontenelle protesteerde fel tegen de blindelingse imitatio in zijn Dialogues des Morts (1683).
Van de dichters uit deze periode is vooral Desmarets de Saint-Sorlin noemenswaardig als vertegenwoordiger van de nieuwe stroming; hij keerde zich in zijn werk af van oude heidense thema's en zocht in plaats daarvan zijn inspiratie in het christendom en de Bijbel. Het werk van Saint-Sorlin werd fel bekritiseerd, met name door Pierre Corneille en Charles de Saint-Évremond, die zich in zijn Sur les Poèmes des Anciens (1685) echter tevens aan de kant van de modernen schaart.

#### Eerste conflict (1687 - 1694)
Op 27 januari 1687 presenteerde Perrault - tijdens een bijeenkomst van de Académie française waar de genezing van koning Lodewijk XIV werd gevierd - een gedicht met de titel Le siècle de Louis le Grand, waarin hij het huidige tijdperk van Lodewijk XIV idealiseerde en zich tegelijkertijd denigrerend uitliet over de traditionele modellen van de klassieke oudheid: "De eeuw van Lodewijk kan men vergelijken met, en zelfs verkiezen boven die van Augustus". Perrault had felle kritiek op het werk van Pindarus, Homerus en de vertalingen van de werken van Plato die hij als "vervelend" afdeed. Hij was in het algemeen van mening dat men kritischer moest worden ten aanzien van de grote auteurs uit de klassieke oudheid en hen niet klakkeloos moest geloven en navolgen. De basis voor de moderne wetenschappen van die tijd (biologie, natuurkunde, astronomie) moest immers worden gezocht in de natuur, niet in de werken van klassieke auteurs zoals Aristoteles, Hippocrates en Ptolemaeus.
Vanaf dat moment was het hek van de dam. Boileau ging tegen Perrault in de tegenaanval met twee felle epigrammen en het argument dat de modernen eerder op macht dan op het vervaardigen van echte kunst uit waren. Ook Jean de La Fontaine (in zijn Épître à Huet) en Jean de La Bruyère (in zijn Discours sur Théophraste) namen het op voor de Ouden. Tussen 1688 en 1692 behaalden de modernen de meeste overwinningen, doordat Fontenelle zich met zijn Digression sur les Anciens et les Modernes (1688) aan de zijde van Perrault schaarde: "De natuur blijft hetzelfde, maar de mensheid gaat voortdurend vooruit en zij heeft nu haar rijpe leeftijd bereikt: de modernen zijn superieur aan de ouden dankzij hun redenaties en wetenschap, en op het gebied van kunst kunnen zij de Ouden op zijn minst evenaren." In hetzelfde jaar kwam Perrault met een verhandeling waarin hij probeerde te bewijzen dat de modernen in technologisch opzicht volledig superieur waren aan de Ouden. Zowel Fontenelle als Perrault kregen de meeste publieke aanhang. In 1691 werd Fontenelle toegelaten tot de Académie.
In de drie daaropvolgende jaren ging Boileau echter in de tegenaanval met twee nieuwe publicaties, Ode pindarique sur la prise de Namur (1693) en 'Satire X (1694), waarin hij de aanvallen van Perrault tegen Pindarus weerlegde en zich speciaal van de vrouwen die de kant van de modernen hadden gekozen afkeerde. Toen de ruzie in 1694 een hoogtepunt bereikte kwam Antoine Arnauld tussenbeide, waarop Boileau en Perrault zich verzoenden. In hun latere geschriften zijn ze minder kritisch ten aanzien van elkaar.

#### Tweede conflict (1713 - 1715)
Twintig jaar later, aan het begin van het tijdperk van de verlichting, laaide het conflict tussen de klassieken en de modernen echter opnieuw op. In 1699 had Anne Dacier haar eigen vertaling van de Ilias gepubliceerd. In 1713 maakte Antoine Houdar de La Motte – een leerling van Fontenelle die het Grieks niet machtig was –, op basis van deze vertaling zijn eigen Ilias-bewerking waarin het aantal boeken was teruggebracht van 24 naar 12. Dacier was het met deze gang van zaken volstrekt niet eens en publiceerde een beschuldigend pamflet getiteld Causes de la corruption des goûts (1714). Het conflict escaleerde vervolgens snel doordat opnieuw enkele invloedrijke personen - zoals Jean Terrasson, de abbé van Pons, de abbé van Aubignac en La Motte - zich aan de zijde van de modernen schaarden. De strijd werd deze keer beslecht door Jean-Baptiste-Augustin de Salignac (de abbé van Fenelon).
Uiteindelijk kan rustig gesteld worden dat de modernen deze strijd hebben gewonnen, aangezien men in de rest van de 18e eeuw de regels uit de oudheid grotendeels aan zijn laars lapte en alles hoofdzakelijk draaide om de menselijke vooruitgang. Niettemin bleef de invloed van de klassieke oudheid ook in deze periode duidelijk zichtbaar in de Franse literatuur, zoals bijvoorbeeld het werk van Charles Baudelaire laat zien.

## Parallellen
De tegenstelling tussen de klassieken en de modernen was in feite het resultaat van een interne verdeling binnen de enkele eeuwen eerder opgekomen stroming van het humanisme. Tijdens de Renaissance was er al een vergelijkbare strijd uitgevochten in Italië. De modernen van toen waren in het bijzonder gekant tegen de scholastiek.
In Groot-Brittannië werd het literaire conflict in Frankrijk zeer serieus genomen. Zo schaarde William Temple zich bijvoorbeeld aan de kant van de klassieken en publiceerde een verhandeling die een weerwoord was op de publicatie van Fontenelle uit 1688. Daarentegen kozen de critici en classicisten William Wotton, Richard Bentley en Alexander Pope de kant van de modernen. Jonathan Swift zag in de tegenstelling klassiek/modern twee mogelijke manieren om de hele wereld te bekijken. Dit thema heeft hij met name uitgewerkt in zijn twee satirische werken A Tale of a Tub en The Battle of the Books (allebei gepubliceerd in 1704).
In de Duitstalige wereld kan de strijd tussen Johann Christoph Gottsched, Johann Jakob Bodmer en Johann Jakob Breitinger over het bovennatuurlijke worden beschouwd als een kleinschaliger equivalent van de Strijd tussen de klassieken en de modernen. In 1755 droeg Johann Joachim Winckelmann hieraan bij met zijn verhandeling over het imiteren van de oud-Griekse stijl in de schilder- en beeldhouwkunst. Aan het einde van de 18e eeuw dook hetzelfde thema opnieuw op bij Johann Gottfried Herder, Friedrich Schiller en Friedrich Schlegel.